# تروسا موریاما
تروسا موریاما (انگلیسی: Teruhisa Moriyama؛ زادهٔ ۱۷ مارس ۱۹۳۶) ورزشکار والیبال اهل ژاپن است.
از باشگاه‌هایی که در آن بازی کرده‌است می‌توان به پاناسونیک پانترز اشاره کرد.
وی در مسابقات کشوری و بین‌المللی در مجموع برندهٔ ۱ مدال برنز شده‌است.